# Urospatha caudata
Urospatha caudata är en kallaväxtart som först beskrevs av Eduard Friedrich Poeppig, och fick sitt nu gällande namn av Heinrich Wilhelm Schott. Urospatha caudata ingår i släktet Urospatha och familjen kallaväxter. Inga underarter finns listade.